# Tóváry Pál
Id. Tóváry Pál (Tóbiás Pál) (Jászkisér, 1899. január 25. – Budapest, 1983. február 10.) magyar színész, színházigazgató.

## Életútja

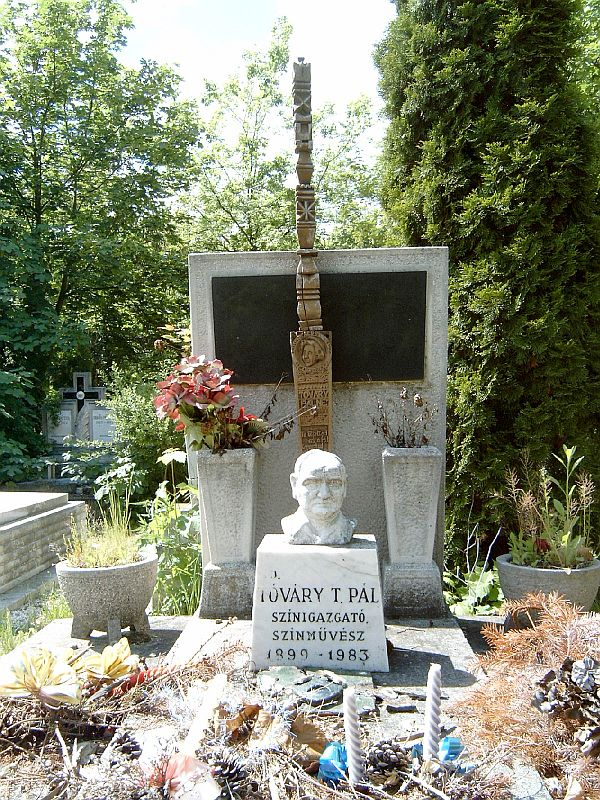
Tóváry Pál sírja az Új köztemetőben (58/VIII-1-103/104.)

Pályafutását 1923-ban kezdte, ekkor vidéken színészkedett. 1933 és 1939 között színitársulatával kisebb helységekben léptek fel, 1946–tól 1949-ig harmadrendű társulat vezetője volt. Később játszott a Nemzeti Színházban, a Magyar Néphadsereg Színházában, 1952–től 1956-ig pedig az Állami Faluszínházban. Fiatalkorában buffószerepekben tűnt fel, később jellemfigurákat formált meg.

## Fontosabb szerepei
- Szíjjártó Bálint (Urbán E.: Tűzkeresztség)
- Zöld Márton (Gárdonyi G.–Szegő Zs.–Baksa-Soós L.: A lámpás)
- Kilényi Dániel (dr. Pongrácz L.: Déryné útrakel)